# David Hiley
David Hiley (* 5. September 1947 in Littleborough, Rochdale (zuvor Lancashire), England) ist ein britischer Musikwissenschaftler.

## Leben
Nach dem Schulbesuch (Windermere Grammar School) entschied sich Hiley 1965 für ein Studium der Musikwissenschaft. Er studierte am Magdalen College in Oxford. Von 1968 bis 1973 war er Dozent (Master) am Eton College. Es folgten Studien am King’s College der Universität London. Hier wurde Hiley 1981 mit einer Arbeit über die normannisch geprägte liturgische Musik Siziliens promoviert. In den Jahren 1975/76 schrieb Hiley für das große englischsprachige Musikenzyklopädie-Projekt The New Grove. Von 1976 bis 1986 war er als lecturer am Royal Holloway College (Universität London) tätig. Im Jahre 1986 folgte ein Ruf auf die Professur für „Musik des Mittelalters“ an der Universität Regensburg, die Hiley bis 2013 innehatte. Seit 1998 ist er ordentliches Mitglied der Academia Europaea.
Hiley beschäftigt sich hauptsächlich mit der Musik des Mittelalters. Er veröffentlichte vor allem Studien zum gregorianischen Gesang.

## Werke (Auswahl)
- Western Plainchant. A Handbook. Clarendon Press, Oxford 1993, ISBN 0-19-816289-8
- Historia Sancti Emmerammi Arnoldi Vohburgensis circa 1030 (= Wissenschaftliche Abhandlungen/Musicological Studies LXV/2). Inst. of Mediaeval Music, Ottawa 1996, ISBN 0-931902-42-8
- Moosburger Graduale. München, Universitätsbibliothek, 2° Cod. ms. 156. Schneider, Tutzing 1996, ISBN 3-7952-0845-9
- Die Erschließung der Quellen des mittelalterlichen liturgischen Gesangs (= Wolfenbütteler Mittelalter-Studien 18). Harrasowitz, Wiesbaden 2004, ISBN 3-447-05145-0